# Liparis maculatus
Liparis maculatus és una espècie de peix pertanyent a la família dels lipàrids.

## Hàbitat
És un peix marí, bentopelàgic i de clima temperat que viu entre 27 i 42 m de fondària.

## Distribució geogràfica
Es troba al mar d'Okhotsk.

## Observacions
És inofensiu per als humans.